# بردلی (کالیفرنیا)
بردلی (به انگلیسی: Bradley) یک منطقهٔ مسکونی در ایالات متحده آمریکا است که در شهرستان مونتری، کالیفرنیا واقع شده‌است. بردلی ۰٫۲۲ کیلومتر مربع مساحت و ۱٬۰۴۸ نفر جمعیت دارد و ۱۶۷ متر بالاتر از سطح دریا واقع شده‌است.